# Reginald Soar
Reginald Rhys Soar (Castleford, 24 agosto 1893 – Martletwy, 1971) è stato un aviatore britannico, asso della Royal Naval Air Service, durante la prima guerra mondiale gli vennero accreditate 12 vittorie aeree.

## Biografia

### Prima guerra mondiale
Soar si arruolò nel Royal Naval Air Service nell'agosto del 1915. Iniziò il servizio aereo navale con il No. 3 Wing RNAS nei Dardanelli. Successivamente fu trasferito al No. 5 Naval Wing a Dunkerque. Nell'ottobre del 1916 fu nuovamente trasferito all'ottavo squadrone navale.
Soar ottenne le sue prime vittorie aeree il 20 dicembre 1916, quando utilizzò il Sopwith Pup (numero di serie N5181) per abbattere due caccia tedeschi Halberstadt, mandandoli fuori controllo. Non avrebbe più ottenuto vittorie fino a quando non fu riequipaggiato con un Sopwith Triplane.
Il 23 maggio 1917, fece precipitare un aereo da ricognizione tedesco, perdendo il controllo e dando inizio a una serie di dieci vittorie. Nel suo diario di bordo, Soar annotò che quando l'aereo tedesco atterrò a Sainte-Catherine-lès-Arras, il pilota aveva riportato una ferita alla testa, mentre l'osservatore era stato colpito all'addome. Soar annotò anche i dettagli tecnici di questo Deutsche Flugzeugwerke (DFW) sul retro del suo diario.
Sembra che Soar fosse il compagno preferito del grande asso australiano Robert A. Little, dato che spesso i due si menzionano a vicenda nei loro diari di bordo.
Entro il 22 luglio, Soar aveva portato il suo punteggio a una dozzina, condividendo alcune delle sue vittorie con Charles Dawson Booker, Robert A. Little e un paio di altri compagni di squadriglia. Il totale finale di Soar fu di due aerei da ricognizione nemici catturati, condivisi con altri piloti, una partecipazione alla distruzione di un velivolo da ricognizione e nove aerei nemici precipitati fuori controllo. Come riconoscimento ufficiale delle sue imprese, gli fu conferita la Distinguished Service Cross, la cui decorazione fu pubblicata l'11 agosto 1917.
Dopo la costituzione della Royal Air Force (RAF) il 1° aprile 1918, Soar fu nominato Ufficiale Comandante delle Squadre "A" e "B" del 255° Squadrone della RAF, diventando di fatto Capo Squadrone, sebbene il suo grado ufficiale fosse quello di Capitano Onorario. Il 255° Squadrone aveva base presso la RAF Pembroke (X0PK, precedentemente Royal Naval Air Station Pembroke, poi RAF Carew Cheriton).

### Post guerra
Il tenente di volo Soar fu nominato flying officer per un breve periodo nella Royal Air Force il 7 aprile 1921.
Reginald Rhys Soar morì a Martletwy, nel Galles nel 1971.